# Купичволя
Купичволя́ (пол. Kupiczwola, Kupiszwola) — село у Шептицькому районі Львівської області.

## Історія
Перша згадка про Купичволю відноситься до 1610 року.
Купичволя — село, у Жовківському повіті, 20 км на пн.-сх. від Жовкви, 7 км на пд.-пд.-сх. від повітового суду і пошти в Великих Мостах. На пн.-зах. лежать Великі Мости, на пн. Стремінь, на сх. Батятичі, на пд.-зах. Желдець, на зах. Боянець. Західною частиною території села протікає потік Желдець (притока Рати). Входить він тут з Желдця і пливе спочатку з пд. на пн., на території сільської забудови повертає дугою на пн.-сх. і в цьому напрямі пливе вже далі до Стреміня. На території села підсилює його кілька малих потічків (як Павловиць від лівого берегу і декілька безіменних). Сільська забудова лежить на Желдцем, переважно на правому березі. На пн.-сх. від неї лежить група будинків, що називається «На границі», а на пд.-схід група будинків «Корчмівка» (Rudolfshof) (222 м над рівнем моря). На пд.-зах. кордоні підноситься лісисте узгір'я Перехрестна (221 м). Територія на північ від нього розміщена, частково лісиста, називається «Дільничками». Північно-східну частину території займає ліс «Сто моргів». Лівий берег Желдця є також переважно лісистим. На захід лежить тут ліс «Під Мостещизною» (217 м над рівнем моря), на північ ліс «Великі здири». Власність більша має орної ріллі 130, лугів і городів 638, пасовищ 24, лісу 2994 моргів; власність менша має орної ріллі 215, лугів і городів 719, пасовищ 12, лісу 4 морги. Згідно з переписом з 1880 року було 470 жителів в гміні, 48 на території двору. Парафія римо-католицька в Кам'янці-Бузькій (Кам'янці Струмиловій), греко-католицька в Боянці. В селі є церква.

## Населення

### Мова
Розподіл населення за рідною мовою за даними перепису 2001 року:
| Мова       | Кількість | Відсоток |
| ---------- | --------- | -------- |
| українська | 843       | 99.53%   |
| російська  | 3         | 0.35%    |
| польська   | 1         | 0.12%    |
| Усього     | 625       | 100%     |

## Відомі люди
- Ваврук Василь — майор-політвиховник Української повстанської армії, начальник VI політвиховного відділу Військового штабу Воєнної округи УПА «Буг» — загинув біля села у бою з більшовиками.
- Василяшко Василь «Перемога» (*1918, с. Завишень Шептицького р-ну Львівської обл. — 16.02.1946, між селами Боянець і Купичволя Шептицького р-ну Львівської обл.) — командир боївки СБ у Белзькому районі з осені 1943 р., ройовий в сотні «Галайда» (03.-05.1944), командир 1-ї чоти в сотні «Галайда» (05.-08.1944), командир сотні «Галайда І» (08.1944-10.1945), командир ТВ «Климів» (06.1945-15.02.1946). Загинув у бою з енкаведистами. Старший булавний, хорунжий (15.04.1945), сотник (22.01.1946); відзначений Бронзовим хрестом бойової заслуги (28.04.1945), Срібним хрестом бойової заслуги 2-го класу (10.10.1945), Золотим хрестом бойової заслуги 1-го класу (8.02.1946).